# Daigo Umehara
Pour les articles homonymes, voir Umehara.
Daigo Umehara (梅原大吾, Umehara Daigo), né le 19 mai 1981 à Aomori au Japon, est un joueur professionnel de jeu vidéo, se spécialisant dans les jeux de combat en 2D sur borne d'arcade, en particulier ceux publiés par la société Capcom.

## Biographie

### EVO 2004
Daigo Umehara, connu en Occident sous le pseudonyme de The Beast et, au Japon, comme Umehara ou Ume, est notamment célèbre pour son retour magistral en août 2004 contre Justin Wong au cours du match de demi-finale (loser's bracket) sur Street Fighter III: Third Strike lors du championnat EVO à Los Angeles. Jouant en tant que Ken, Daigo parvint à l'ultime moment à parer les 15 coups de l'attaque spéciale de Chun-Li (contrôlée par Wong) en six secondes avant d'enchaîner sur un puissant combo et remporter ainsi un match mal engagé, son personnage étant quasiment mort,,.
Malgré sa défaite ensuite en finale face à son compatriote Kenji « KO » Obata (qui jouait en tant que Yun), la vidéo de la contre-attaque victorieuse de Daigo face à Wong est devenue culte, au point de rentrer dans le Livre Guinness des records du plus grand nombre de vues pour un match d'une compétition de jeux de combat, avec près de 6 millions de vues au 13 septembre 2016,. L'attrait pour cette vidéo provient non seulement de l'exploit de Daigo mais aussi de la réaction « euphorique » du public qui suivait le match dans la salle, éclatant de joie et criant alors qu'Umehara parait les mouvements de Wong a tempo et retournait contre toute attente la partie à son avantage. Dans la vidéo officielle publiée par EVO, on voit même son adversaire paniquer lorsque Daigo enclenche son action.
Par la suite, Capcom rendit hommage à ce moment fort, désigné par les organisateurs du tournoi EVO comme le Evo Moment #37 (en) en créant un défi dans le jeu Street Fighter III: Third Strike Online Edition sorti sur consoles en 2011, où le joueur doit reproduire l’exploit de Daigo.

### Stunfest 2015
Lors de la finale en France du tournoi Stunfest 2015 sur Ultra Street Fighter IV, Daigo Umehara fait sensation en réussissant un combo de 25 coups avec le personnage de Evil Ryu face au Ken incarné par Momochi qui était alors, selon le classement Capcom Pro Tour 2015, le meilleur joueur de la saison. Cet enchaînement, qui a électrisé le public et soulevé l'enthousiasme des commentateurs,, sera retenu par Capcom lors d'une vidéo rétrospective comme l'un des moments mémorables de l'année 2015. « Vous pouviez entendre la foule déchaînée et, si vous regardiez le flux sur internet, le chat s'affoler » a raconté Capcom dans un article tandis qu'un spectateur du public a évoqué un public et un adversaire « sonnés » par « l’incroyable 25 hit combo de Daigo avec son Evil Ryu ». Daigo remportera finalement le Stunfest en battant Momochi sur un score de 3-1, 3-1.

### Passage à Guile
Après des années passées à jouer avec le personnage de Ryu (à quelques exceptions près) dans les jeux de combats de la licence Street Fighter, Daigo Umehara effectue un changement majeur en 2017 en abandonnant ce personnage au profit de Guile, un personnage « à charge » qui se contrôle très différemment.
L'affaiblissement volontaire de Ryu par Capcom en décembre 2016, dans le but de rééquilibrer le jeu,, est à l'origine de cette décision. Lors d'une interview à TheBeasTV, Daigo se déclare en effet inquiet de l'avenir de Ryu dans Street Fighter V en raison de son affaiblissement, tandis que dans le même temps des personnages qu'il avait du mal à battre, comme Rashid ou Balrog, ont été renforcés. Il déclare notamment : « Ça m'est égal d'affronter un puissant personnage, je n'ai pas besoin d'en choisir un, ce que je veux c'est un personnage qui puisse les battre. C'est ennuyeux de participer à un tournoi et de se dire "Mince, je ne peux pas gagner parce que la confrontation est déséquilibrée" ».
Hésitant entre Urien et Guile, il choisira finalement ce dernier. Il laisse néanmoins une dernière chance à Ryu mais obtient des résultats désastreux à la Topanga League 6 où il finit dernier, ne remportant aucun match sur les six disputés puis au Final Round 20 où il ne finit que 33e.
Pour son 1er match avec Guile en avril 2017, il finit 17e du NorCal Regionals puis remporte trois tournois en cours d'année (Abuget Cup, Fight Club NRW et Hong Kong Esports Festival) mais chute à la fin de 2017 à la 17e place du classement Capcom Pro Tour (alors qu'il était 9e un an plus tôt), en raison de résultats globalement décevants pour son standing. Malgré un nouveau patch diffusé en 2017 qui revient partiellement sur les changements opérés sur Ryu,, il continue à ce jour à jouer avec Guile.

## Style de jeu
Dans Street Fighter IV et Super Street Fighter IV, Umehara joue avec le personnage de Ryu. Depuis 2017, il joue avec Guile. Son style de jeu est basé sur le zoning (laisser l'adversaire à distance) même s'il reste un joueur très puissant au corps à corps. Il a remporté l'EVO 2009 sur Street Fighter IV et l'EVO 2010 sur Super Street Fighter IV.
Daigo est aussi connu pour son professionnalisme et ne laisse rien paraître lors de ses matchs.

## Palmarès
| Année | Tournoi | Jeu | Personnage | Place | Éliminé par | Note              |
| --- | --- | --- | --- | --- | --- | ----------------- |
| CLASSEMENT OFFICIEL CAPCOM PRO TOUR SAISON 2018 : 10e (au 16 décembre) (1er Tokido , 2e Fujimura , 3e Problem X ) | CLASSEMENT OFFICIEL CAPCOM PRO TOUR SAISON 2018 : 10e (au 16 décembre) (1er Tokido , 2e Fujimura , 3e Problem X ) | CLASSEMENT OFFICIEL CAPCOM PRO TOUR SAISON 2018 : 10e (au 16 décembre) (1er Tokido , 2e Fujimura , 3e Problem X ) | CLASSEMENT OFFICIEL CAPCOM PRO TOUR SAISON 2018 : 10e (au 16 décembre) (1er Tokido , 2e Fujimura , 3e Problem X ) | CLASSEMENT OFFICIEL CAPCOM PRO TOUR SAISON 2018 : 10e (au 16 décembre) (1er Tokido , 2e Fujimura , 3e Problem X )     | CLASSEMENT OFFICIEL CAPCOM PRO TOUR SAISON 2018 : 10e (au 16 décembre) (1er Tokido , 2e Fujimura , 3e Problem X )     | [ 22 ]            |
| 2018 | Capcom Cup 2018                                                                                                   | Street Fighter V Arcade Edition                                                                                   | Guile | 25e | NL (Cammy) : 0-3 | [ 23 ]            |
| 2018 | Red Bull Kumite 2018                                                                                              | Street Fighter V Arcade Edition                                                                                   | Guile | 3e | Problem X (Bison) : 1-3                                                                                               | ,                 |
| 2018 | Canada Cup 2018                                                                                                   | Street Fighter V Arcade Edition                                                                                   | Guile | 13e | Punk (Karin) : 1-2 | ,                 |
| 2018 | SEA Major 2018 | Street Fighter V Arcade Edition                                                                                   | Guile | 4e | Tokido (Akuma) : 2-3                                                                                                  | [ 28 ]            |
| 2018 | Tokyo Game Show 2018                                                                                              | Street Fighter V Arcade Edition                                                                                   | Guile | 25e | Verloren (Cammy) : 0-2                                                                                                | ,                 |
| 2018 | SoCal Regionals 2018                                                                                              | Street Fighter V Arcade Edition                                                                                   | Guile | 25e | Serpentaurus (Zeku) : 0-2                                                                                             | ,                 |
| 2018 | Hong Kong Esports Festival 2018                                                                                   | Street Fighter V Arcade Edition                                                                                   | Guile | 17e | Anman (Urien) : 1-2                                                                                                   | ,                 |
| 2018 | TWFighter Major 2018                                                                                              | Street Fighter V Arcade Edition                                                                                   | Guile | 13e | Xian (Ibuki) : 0-2 | ,                 |
| 2018 | Evo 2018 | Street Fighter V Arcade Edition                                                                                   | Guile | 13e | CABA (Guile) : 1-2 | ,                 |
| 2018 | VSFighting 2018                                                                                                   | Street Fighter V Arcade Edition                                                                                   | Guile | Vainqueur vs Fujimura (Ibuki) : 3-2                                                                                   | Vainqueur vs Fujimura (Ibuki) : 3-2                                                                                   | ,                 |
| 2018 | Community Effort Orlando 2018                                                                                     | Street Fighter V Arcade Edition                                                                                   | Guile | 9e | Verloren (Cammy) : 0-2                                                                                                | ,                 |
| 2018 | ELEAGUE 2018 | Street Fighter V Arcade Edition                                                                                   | Guile | 3e | Smug (Balrog) : 2-3                                                                                                   | ,                 |
| 2018 | Combo Breaker 2018                                                                                                | Street Fighter V Arcade Edition                                                                                   | Guile | 33e | Phenom (Necalli) | ,                 |
| 2018 | Stunfest 2018 | Street Fighter V Arcade Edition                                                                                   | Guile | 4e | Fujimura (Ibuki) : 0-3                                                                                                | ,                 |
| 2018 | NorCal Regionals 2018                                                                                             | Street Fighter V Arcade Edition                                                                                   | Guile | 2e | Tokido (Akuma) : 1-3                                                                                                  | ,                 |
| 2018 | Final Round 2018                                                                                                  | Street Fighter V Arcade Edition                                                                                   | Guile | 33e | Fujimura (Ibuki) | ,                 |
| 2018 | Evo Japan 2018 | Street Fighter V Arcade Edition                                                                                   | Guile | 3e | Infiltration (Menat) : 0-3                                                                                            | ,                 |
| CLASSEMENT OFFICIEL CAPCOM PRO TOUR SAISON 2017 : 17e (1er Punk , 2e Tokido , 3e NuckleDu )                       | CLASSEMENT OFFICIEL CAPCOM PRO TOUR SAISON 2017 : 17e (1er Punk , 2e Tokido , 3e NuckleDu )                       | CLASSEMENT OFFICIEL CAPCOM PRO TOUR SAISON 2017 : 17e (1er Punk , 2e Tokido , 3e NuckleDu )                       | CLASSEMENT OFFICIEL CAPCOM PRO TOUR SAISON 2017 : 17e (1er Punk , 2e Tokido , 3e NuckleDu )                       | CLASSEMENT OFFICIEL CAPCOM PRO TOUR SAISON 2017 : 17e (1er Punk , 2e Tokido , 3e NuckleDu )                           | CLASSEMENT OFFICIEL CAPCOM PRO TOUR SAISON 2017 : 17e (1er Punk , 2e Tokido , 3e NuckleDu )                           | [ 55 ]            |
| 2017 | Capcom Cup 2017                                                                                                   | Street Fighter V Arcade Edition                                                                                   | Guile | 7e | Moke (Rashid) : 1-3                                                                                                   | ,                 |
| 2017 | Topanga Charity Cup 7                                                                                             | Street Fighter V Arcade Edition (5-contre-5)                                                                      | Daigo (Guile), Orikasa (Akuma), Machaboo (Necalli), Moke (Rashid), Nemo (Urien)                                   | 3e | Mago (Karin), DBKoopa (Ken), Sako (Akuma), Gachikun (Rashid), Mochi (Dhalsim)                                         | ,                 |
| 2017 | Canada Cup 2017                                                                                                   | Street Fighter V Arcade Edition                                                                                   | Guile | 25e | LPN (Bison) : 1-2 | ,                 |
| 2017 | TWFighter Major 2017                                                                                              | Street Fighter V Arcade Edition                                                                                   | Guile | 9e | Kichipa-Mu (Zangief) : 0-2                                                                                            | ,                 |
| 2017 | Hong Kong Esports Festival 2017                                                                                   | Street Fighter V                                                                                                  | Guile | Vainqueur vs Gachikun (Rashid) : 3-0                                                                                  | Vainqueur vs Gachikun (Rashid) : 3-0                                                                                  | ,                 |
| 2017 | Japan Cup 2017 | Street Fighter V                                                                                                  | Guile | 33e | Nemo (Urien) : 1-2 | [ 67 ]            |
| 2017 | Fight Club NRW 8                                                                                                  | Street Fighter V                                                                                                  | Guile | Vainqueur vs Jiewa (Akuma) : 3-2                                                                                      | Vainqueur vs Jiewa (Akuma) : 3-2                                                                                      | ,                 |
| 2017 | Abuget Cup 2017                                                                                                   | Street Fighter V                                                                                                  | Guile | Vainqueur vs Go1 (Chun-Li,Ibuki) : 3-2                                                                                | Vainqueur vs Go1 (Chun-Li,Ibuki) : 3-2                                                                                | ,                 |
| 2017 | Evo 2017 | Street Fighter V                                                                                                  | Guile | 17e | Justin Wong (Karin) : 1-2                                                                                             | ,                 |
| 2017 | Thaiger Uppercut (TGU 2017)                                                                                       | Street Fighter V                                                                                                  | Guile | 5e | Dogura (Urien) : 1-3                                                                                                  | ,                 |
| 2017 | Community Effort Orlando 2017                                                                                     | Street Fighter V                                                                                                  | Guile | 33e | Mo-Joe (R.Mika) : 1-2                                                                                                 | ,                 |
| 2017 | Red Bull Kumite 2017                                                                                              | Street Fighter V                                                                                                  | Guile | 4e | Infexious (Necalli) : 1-3                                                                                             | ,                 |
| 2017 | ELEAGUE 2017 | Street Fighter V                                                                                                  | Guile | 7e | Momochi (Ken) : 1-3                                                                                                   | ,                 |
| 2017 | Battle Arena Melbourne 9                                                                                          | Street Fighter V                                                                                                  | Guile | 17e | Marn (Ibuki) : 1-2 | ,                 |
| 2017 | DreamHack Austin 2017                                                                                             | Street Fighter V                                                                                                  | Guile | 13e | Punk (Karin) : 0-2 | ,                 |
| 2017 | NorCal Regionals 2017                                                                                             | Street Fighter V                                                                                                  | Guile | 17e | Yukadon (Ibuki) : 0-2                                                                                                 | ,                 |
| 2017 | Final Round 20 | Street Fighter V                                                                                                  | Ryu | 33e | Punk (Karin) : 0-2 | ,                 |
| 2017 | Topanga League 6                                                                                                  | Street Fighter V                                                                                                  | Ryu | 7e (0-6 Win Loss, -14 Game Diff.)                                                                                     | 7e (0-6 Win Loss, -14 Game Diff.)                                                                                     | ,                 |
| CLASSEMENT OFFICIEL CAPCOM PRO TOUR SAISON 2016 : 9e (1er Infiltration , 2e Tokido , 3e Justin Wong )             | CLASSEMENT OFFICIEL CAPCOM PRO TOUR SAISON 2016 : 9e (1er Infiltration , 2e Tokido , 3e Justin Wong )             | CLASSEMENT OFFICIEL CAPCOM PRO TOUR SAISON 2016 : 9e (1er Infiltration , 2e Tokido , 3e Justin Wong )             | CLASSEMENT OFFICIEL CAPCOM PRO TOUR SAISON 2016 : 9e (1er Infiltration , 2e Tokido , 3e Justin Wong )             | CLASSEMENT OFFICIEL CAPCOM PRO TOUR SAISON 2016 : 9e (1er Infiltration , 2e Tokido , 3e Justin Wong )                 | CLASSEMENT OFFICIEL CAPCOM PRO TOUR SAISON 2016 : 9e (1er Infiltration , 2e Tokido , 3e Justin Wong )                 | [ 86 ]            |
| 2016 | Capcom Cup 2016                                                                                                   | Street Fighter V                                                                                                  | Ryu | 13e | Fuudo (R.Mika) : 0-3                                                                                                  | ,                 |
| 2016 | Red Bull Battle Grounds 2016                                                                                      | Street Fighter V                                                                                                  | Ryu | 7e | Vagabond (Necalli) : 2-3                                                                                              | ,                 |
| 2016 | Canada Cup 2016                                                                                                   | Street Fighter V                                                                                                  | Ryu | 7e | Phenom (Necalli) : 0-3                                                                                                | ,                 |
| 2016 | Capcom Pro Tour Europe Regional Finals 2016                                                                       | Street Fighter V                                                                                                  | Ryu | Vainqueur vs Phenom (Necalli) : 3-1                                                                                   | Vainqueur vs Phenom (Necalli) : 3-1                                                                                   | ,                 |
| 2016 | EGX 2016 | Street Fighter V                                                                                                  | Ryu | 4e | Onuki (Chun-Li) : 2-3                                                                                                 | ,                 |
| 2016 | Lockdown 2016 | Street Fighter V                                                                                                  | Ryu | Vainqueur vs Ryan Hart (Ken) : 3-2                                                                                    | Vainqueur vs Ryan Hart (Ken) : 3-2                                                                                    | ,                 |
| 2016 | East Coast Throwdown 2016                                                                                         | Street Fighter V                                                                                                  | Ryu | 9e | RayRay (Chun-Li) : 1-2                                                                                                | ,                 |
| 2016 | OzHadou Nationals 14                                                                                              | Street Fighter V                                                                                                  | Ryu | Vainqueur vs GamerBee (Necalli) : 3-2                                                                                 | Vainqueur vs GamerBee (Necalli) : 3-2                                                                                 | ,                 |
| 2016 | Hong Kong Esports Festival 2016                                                                                   | Street Fighter V                                                                                                  | Ryu | Vainqueur vs Eita (Ken) : 3-1                                                                                         | Vainqueur vs Eita (Ken) : 3-1                                                                                         | ,                 |
| 2016 | Well Played Cup 2016                                                                                              | Street Fighter V                                                                                                  | Ryu | 2e | Mago (Karin) : 2-3 | [ 105 ]           |
| 2016 | Topanga Charity Cup 6                                                                                             | Street Fighter V (5-contre-5)                                                                                     | Daigo (Ryu), Sako (Juri), Jyobin (Ryu), Aaru (Vega), Santarou (Guile)                                             | 9e | GO1 (Chun-Li), Eita (Ken), Dogura (Necalli), Xian (F.A.N.G), Esuta (Guile) : 0-5                                      | ,                 |
| 2016 | Evo 2016 | Street Fighter V                                                                                                  | Ryu | 33e | Justin Wong (Karin) : 1-2                                                                                             | ,                 |
| 2016 | Community Effort Orlando 2016                                                                                     | Street Fighter V                                                                                                  | Ryu | 5e | Tokido (Ryu) : 2-3 | ,                 |
| 2016 | DreamHack Summer 2016                                                                                             | Street Fighter V                                                                                                  | Ryu | 5e | Haitani (Necalli) : 0-3                                                                                               | ,                 |
| 2016 | TWFighter Major 2016                                                                                              | Street Fighter V                                                                                                  | Ryu | 13e | Tokido (Ryu) : 0-2 | ,                 |
| 2016 | Tokyo Button Mashers 2016                                                                                         | Street Fighter V                                                                                                  | Ryu | 3e | Nemo (Vega) : 2-3 | ,                 |
| 2016 | Stunfest 2016 | Street Fighter V                                                                                                  | Ryu | 7e | Haitani (Necalli) : 0-3                                                                                               | ,                 |
| 2016 | Red Bull Kumite 2016                                                                                              | Street Fighter V                                                                                                  | Ryu | 9e | GamerBee (Necalli) : 0-2                                                                                              | [ 120 ]           |
| CLASSEMENT OFFICIEL CAPCOM PRO TOUR SAISON 2015 : 10e (1er Momochi , 2e Infiltration , 3e Bonchan )               | CLASSEMENT OFFICIEL CAPCOM PRO TOUR SAISON 2015 : 10e (1er Momochi , 2e Infiltration , 3e Bonchan )               | CLASSEMENT OFFICIEL CAPCOM PRO TOUR SAISON 2015 : 10e (1er Momochi , 2e Infiltration , 3e Bonchan )               | CLASSEMENT OFFICIEL CAPCOM PRO TOUR SAISON 2015 : 10e (1er Momochi , 2e Infiltration , 3e Bonchan )               | CLASSEMENT OFFICIEL CAPCOM PRO TOUR SAISON 2015 : 10e (1er Momochi , 2e Infiltration , 3e Bonchan )                   | CLASSEMENT OFFICIEL CAPCOM PRO TOUR SAISON 2015 : 10e (1er Momochi , 2e Infiltration , 3e Bonchan )                   | [ 121 ]           |
| 2015 | Capcom Cup 2015                                                                                                   | Ultra Street Fighter IV                                                                                           | Evil Ryu | 2e | Kazunoko (Yun) : 2-3                                                                                                  | ,                 |
| 2015 | Topanga League 5A                                                                                                 | Ultra Street Fighter IV                                                                                           | Evil Ryu | Vainqueur (3-2 Win Loss, +6 Game Diff.)                                                                               | Vainqueur (3-2 Win Loss, +6 Game Diff.)                                                                               | ,                 |
| 2015 | Tokyo Game Show 2015                                                                                              | Ultra Street Fighter IV                                                                                           | Evil Ryu | 33e | Fuudo (Fei Long) : 0-2                                                                                                | ,                 |
| 2015 | Evo 2015 | Ultra Street Fighter IV                                                                                           | Evil Ryu | 9e | GamerBee (Elena) : 1-2                                                                                                | ,                 |
| 2015 | Topanga Charity Cup 5                                                                                             | Ultra Street Fighter IV (5-contre-5)                                                                              | Oshina (Adon), Misse (Makoto), Bonchan (Sagat), Daigo (Evil Ryu), Mago (Yang)                                     | 2e | Jyobin (Evil Ryu) Nyanshi (Sagat) Kazunoko (Yun) Nemo (Rolento) Momochi (Ken)                                         | ,                 |
| 2015 | Ouka Ranbu Cup 2015                                                                                               | Ultra Street Fighter IV                                                                                           | Evil Ryu | Vainqueur | Vainqueur |                   |
| 2015 | Community Effort Orlando 2015                                                                                     | Ultra Street Fighter IV                                                                                           | Evil Ryu | 17e | Xiao Hai (Evil Ryu) : 1-2                                                                                             | ,                 |
| 2015 | SEA Major 2015 | Ultra Street Fighter IV                                                                                           | Evil Ryu | 5e | Tokido (Akuma) : 0-3                                                                                                  | ,                 |
| 2015 | Stunfest 2015 | Ultra Street Fighter IV                                                                                           | Evil Ryu, Ryu | Vainqueur vs Momochi (Ken) : 3-1                                                                                      | Vainqueur vs Momochi (Ken) : 3-1                                                                                      | ,                 |
| 2015 | Topanga World League 2                                                                                            | Ultra Street Fighter IV                                                                                           | Evil Ryu | Vainqueur (6-2 Win Loss, +13 Game Diff.)                                                                              | Vainqueur (6-2 Win Loss, +13 Game Diff.)                                                                              | ,                 |
| 2015 | NorCal Regionals 2015                                                                                             | Ultra Street Fighter IV                                                                                           | Evil Ryu | Vainqueur vs GamerBee (Adon) : 3-0                                                                                    | Vainqueur vs GamerBee (Adon) : 3-0                                                                                    | ,                 |
| 2015 | Red Bull Kumite 2015                                                                                              | Ultra Street Fighter IV                                                                                           | Evil Ryu | 5e | Infiltration (Decapre) : 0-2                                                                                          | [ 141 ]           |
| 2015 | Final Round 18 | Ultra Street Fighter IV                                                                                           | Evil Ryu | 13e | Kazunoko (Yun) : 0-2                                                                                                  | ,                 |
| 2015 | South by Southwest Fighters Invitational 2015                                                                     | Ultra Street Fighter IV                                                                                           | Evil Ryu | 5e | Tokido (Akuma) : 1-2                                                                                                  | [ 144 ]           |
| 2015 | Canada Cup Masters Series 2015                                                                                    | Ultra Street Fighter IV                                                                                           | Evil Ryu | Vainqueur (6-1 Win Loss, +14 Game Diff.)                                                                              | Vainqueur (6-1 Win Loss, +14 Game Diff.)                                                                              | [ 145 ]           |
| CLASSEMENT OFFICIEL CAPCOM PRO TOUR SAISON 2014 : 11e (1er Luffy , 2e Bonchan , 3e Xian )                         | CLASSEMENT OFFICIEL CAPCOM PRO TOUR SAISON 2014 : 11e (1er Luffy , 2e Bonchan , 3e Xian )                         | CLASSEMENT OFFICIEL CAPCOM PRO TOUR SAISON 2014 : 11e (1er Luffy , 2e Bonchan , 3e Xian )                         | CLASSEMENT OFFICIEL CAPCOM PRO TOUR SAISON 2014 : 11e (1er Luffy , 2e Bonchan , 3e Xian )                         | CLASSEMENT OFFICIEL CAPCOM PRO TOUR SAISON 2014 : 11e (1er Luffy , 2e Bonchan , 3e Xian )                             | CLASSEMENT OFFICIEL CAPCOM PRO TOUR SAISON 2014 : 11e (1er Luffy , 2e Bonchan , 3e Xian )                             | [ 146 ]           |
| 2014 | Capcom Cup 2014                                                                                                   | Ultra Street Fighter IV                                                                                           | Evil Ryu | 9e | PR Balrog (Balrog) : 1-2                                                                                              | ,                 |
| 2014 | Topanga League 4A                                                                                                 | Ultra Street Fighter IV                                                                                           | Evil Ryu | Vainqueur (5-0 Win Loss, +22 Game Diff.)                                                                              | Vainqueur (5-0 Win Loss, +22 Game Diff.)                                                                              | ,                 |
| 2014 | Capcom Pro Tour Asia Finals 2014                                                                                  | Ultra Street Fighter IV                                                                                           | Evil Ryu | Vainqueur vs Xian (Gen) : 7-2                                                                                         | Vainqueur vs Xian (Gen) : 7-2                                                                                         | ,                 |
| 2014 | Taito Arcade Nationals 2014                                                                                       | Ultra Street Fighter IV                                                                                           | Evil Ryu | 9e | Furikuri 2 (Rufus) : 1-2                                                                                              | ,                 |
| 2014 | Taito Arcade Nationals 2014                                                                                       | Ultra Street Fighter IV (3-contre-3)                                                                              | Mago (Yun), Tokido (Akuma), Daigo (Evil Ryu)                                                                      | 2e | Tare-Zou (Adon), Scoa (Viper), Dath (Fei Long) : 0-3                                                                  | ,                 |
| 2014 | Capcom Pro Tour Qualifier Taiwan 2014                                                                             | Ultra Street Fighter IV                                                                                           | Evil Ryu | Vainqueur vs GamerBee (Adon) : 3-0                                                                                    | Vainqueur vs GamerBee (Adon) : 3-0                                                                                    | ,                 |
| 2014 | Evo 2014 | Ultra Street Fighter IV                                                                                           | Evil Ryu | 49e | John Choi (Ryu) : 0-2                                                                                                 | [ 157 ]           |
| 2014 | Topanga Charity Cup 4                                                                                             | Ultra Street Fighter IV (5-contre-5)                                                                              | Nyanshi (Sagat), Daigo (Evil Ryu), Mago (Fei Long), Misse (Makoto), Nemo (Rolento)                                | 4e | Gen@CT (Adon), Yano (Rolento), PE (Gen), Root (Adon), Shinchan (Elena) : 4-5                                          | ,                 |
| 2014 | Topanga World League 2014                                                                                         | Super Street Fighter IV: Arcade Edition v2012                                                                     | Ryu | Vainqueur (6-1 Win Loss, +21 Game Diff.)                                                                              | Vainqueur (6-1 Win Loss, +21 Game Diff.)                                                                              | ,                 |
| 2014 | Super Street Fighter IV CR Edition Commemoration Event                                                            | Super Street Fighter IV: Arcade Edition v2012                                                                     | Ryu | 2e | Tokido (Akuma) : 2-5                                                                                                  | [ 162 ]           |
| 2013 | DreamHack Winter 2013                                                                                             | Super Street Fighter IV: Arcade Edition v2012                                                                     | Ryu | Vainqueur vs GamerBee (Adon) : 3-1                                                                                    | Vainqueur vs GamerBee (Adon) : 3-1                                                                                    | ,                 |
| 2013 | Topanga League 3A                                                                                                 | Super Street Fighter IV: Arcade Edition v2012                                                                     | Ryu | 5e (2-3 Win Loss, 0 Game Diff.)                                                                                       | 5e (2-3 Win Loss, 0 Game Diff.)                                                                                       | ,                 |
| 2013 | Evo 2013 | Super Street Fighter IV: Arcade Edition v2012                                                                     | Ryu | 7e | Infiltration (Akuma) : 1-3                                                                                            | ,                 |
| 2013 | Topanga Charity Cup 3                                                                                             | Super Street Fighter IV: Arcade Edition v2012 (5-contre-5)                                                        | Jyobin (Ryu), Nyanshi (Sagat), Mago (Fei Long), Daigo (Ryu), Tokido (Akuma)                                       | 2e | Koichi (Sakura), Darui (Dhalsim), Kyoku (Yang), Machaboo (Fei Long), Maikeru-tan (Ken) : 3-5                          | ,                 |
| 2013 | Topanga Asia League 2013                                                                                          | Super Street Fighter IV: Arcade Edition v2012                                                                     | Ryu | 2e (5-2 Win Loss, +5 Game Diff.)                                                                                      | 2e (5-2 Win Loss, +5 Game Diff.)                                                                                      | ,                 |
| 2012 | Street Fighter 25th Anniversary Global Tournament                                                                 | Super Street Fighter IV: Arcade Edition v2012                                                                     | Ryu | 2e | Infiltration (Akuma) : 0-3                                                                                            | ,                 |
| 2012 | Street Fighter 25th Anniversary Official National Tournament                                                      | Super Street Fighter IV: Arcade Edition v2012                                                                     | Ryu | Vainqueur vs Fuudo (Fei Long) : 3-0                                                                                   | Vainqueur vs Fuudo (Fei Long) : 3-0                                                                                   | ,                 |
| 2012 | Topanga League 2A                                                                                                 | Super Street Fighter IV: Arcade Edition v2012                                                                     | Ryu | 2e (3-2 Win Loss, +2 Game Diff.)                                                                                      | 2e (3-2 Win Loss, +2 Game Diff.)                                                                                      | ,                 |
| 2012 | Evo 2012 | Super Street Fighter IV: Arcade Edition v2012                                                                     | Ryu | 5e | Xiao Hai (Cammy) : 0-2                                                                                                | ,                 |
| 2012 | Community Effort Orlando 2012                                                                                     | Super Street Fighter IV: Arcade Edition v2012                                                                     | Ryu | 7e | Ricki Ortiz (Rufus) : 1-2                                                                                             | ,                 |
| 2012 | Community Effort Orlando 2012                                                                                     | Super Street Fighter IV: Arcade Edition v2012 (3-contre-3)                                                        | GamerBee (Adon), Daigo (Ryu), Mago (Fei Long)                                                                     | 3e | Combofiend (Oni), Filipino Champ (Dhalsim), Mike Ross (Honda) : 2-3                                                   | ,                 |
| 2012 | Community Effort Orlando 2012                                                                                     | Super Street Fighter II Turbo                                                                                     | Ryu | Vainqueur vs James Chen (Cammy)                                                                                       | Vainqueur vs James Chen (Cammy)                                                                                       | ,                 |
| 2012 | SEA Major 2012 | Super Street Fighter IV: Arcade Edition v2012                                                                     | Ryu, Guile, Yun                                                                                                   | 2e | Xian (Gen) : 5-7 | [ 183 ]           |
| 2012 | Topanga Charity Cup 2                                                                                             | Super Street Fighter IV: Arcade Edition v2012 (5-contre-5)                                                        | Mago (Fei Long), Bonchan (Sagat), Fuudo (Fei Long), Daigo (Ryu), Tokido (Akuma)                                   | 4e | Tonpy (Viper), Kiharu Boy (Sagat), AOI (Sagat), Gasshuku (Viper), KOICHINKO (Sakura) : 4-5                            | ,                 |
| 2012 | LG Cup 2012 | Super Street Fighter IV: Arcade Edition                                                                           | Ryu | 2e | Poongko (Seth) : 0-3                                                                                                  | [ 186 ]           |
| 2011 | Nagoya Street Battle X MadCatz 2011                                                                               | Super Street Fighter IV: Arcade Edition (3-contre-3)                                                              | Daigo, Tokido, Mago                                                                                               | Vainqueur | Vainqueur |                   |
| 2011 | Nagoya Street Battle 30                                                                                           | Super Street Fighter IV: Arcade Edition (3-contre-3)                                                              | Tokido (Akuma), Daigo (Yun), Mago (Fei Long)                                                                      | Vainqueur vs Piyoppia (Sagat), Adoribu Ouji (Fei Long), Chiba (Makoto) : 3-0                                          | Vainqueur vs Piyoppia (Sagat), Adoribu Ouji (Fei Long), Chiba (Makoto) : 3-0                                          | ,                 |
| 2011 | Super Battle Opera 2011                                                                                           | Super Street Fighter IV: Arcade Edition (2-contre-2)                                                              | Daigo (Yun), Iyo (Ibuki)                                                                                          | 3e | Nemo (Yun), Kyabetsu (Viper) : 0-2                                                                                    | ,                 |
| 2011 | GodsGarden #4 | Super Street Fighter IV: Arcade Edition                                                                           | Yun | 9e | | [ 191 ]           |
| 2011 | Evo 2011 | Super Street Fighter IV: Arcade Edition                                                                           | Yun | 4e | Latif (Viper) : 1-2                                                                                                   | [ 192 ]           |
| 2011 | NorCal Regionals 9                                                                                                | Super Street Fighter IV: Arcade Edition                                                                           | Yun | Vainqueur vs Infiltration (Akuma) : 3-1                                                                               | Vainqueur vs Infiltration (Akuma) : 3-1                                                                               | [ 193 ]           |
| 2011 | ReveLAtions 2011                                                                                                  | Super Street Fighter IV: Arcade Edition                                                                           | Yun | Vainqueur vs Mago (Fei Long) : 3-1                                                                                    | Vainqueur vs Mago (Fei Long) : 3-1                                                                                    | [ 194 ]           |
| 2011 | Topanga Charity Cup 1                                                                                             | Super Street Fighter IV: Arcade Edition (5-contre-5)                                                              | Tokido (Akuma), Mago (Fei Long), Nyanshi (Sagat), Bon-chan (Sagat), Daigo (Yun)                                   | Vainqueur vs Yoshio (Guile), Ikari Oyaji (Yang), Shirou (Makoto), Hanamaruki (Sagat), Shungoku Neurosis (Bison) : 5-4 | Vainqueur vs Yoshio (Guile), Ikari Oyaji (Yang), Shirou (Makoto), Hanamaruki (Sagat), Shungoku Neurosis (Bison) : 5-4 | ,                 |
| 2010 | NorCal Regionals 8                                                                                                | Super Street Fighter IV                                                                                           | Ryu | 4e | Ricki Ortiz (Rufus) : 0-2                                                                                             | [ 197 ]           |
| 2010 | NorCal Regionals 8                                                                                                | Super Street Fighter IV (3-contre-3)                                                                              | fLoE (Fei Long), Ricki Ortiz (Rufus), Daigo (Ryu)                                                                 | Vainqueur vs Alex Valle (Ryu), Mike Ross (Honda), Marn (Dudley) : 3-2                                                 | Vainqueur vs Alex Valle (Ryu), Mike Ross (Honda), Marn (Dudley) : 3-2                                                 | [ 197 ]           |
| 2010 | NorCal Regionals 8                                                                                                | Super Street Fighter II Turbo HD Remix                                                                            | Guile, Ryu | Vainqueur vs Alex Valle (Sagat, Ryu) : 3-0                                                                            | Vainqueur vs Alex Valle (Sagat, Ryu) : 3-0                                                                            | [ 197 ]           |
| 2010 | Canada Cup 2010                                                                                                   | Super Street Fighter IV                                                                                           | Guile, Ryu | Vainqueur vs Mago (Balrog, Fei Long) : 3-0                                                                            | Vainqueur vs Mago (Balrog, Fei Long) : 3-0                                                                            | [ 198 ]           |
| 2010 | Canada Cup 2010                                                                                                   | Super Street Fighter IV (3-contre-3)                                                                              | Air (Ryu), Mago (Sagat), Daigo (Guile)                                                                            | 3e | Killacam (Cammy), Jozhear (Vega), JSMaster (Balrog) : 2-3                                                             | [ 198 ]           |
| 2010 | SoCal Regionals 2010                                                                                              | Super Street Fighter IV                                                                                           | Ryu | 2e | Filipino Champ (Dhalsim) : 2-3                                                                                        | [ 199 ]           |
| 2010 | SoCal Regionals 2010                                                                                              | Super Street Fighter II Turbo HD Remix                                                                            | Guile, Sagat | Vainqueur vs Alex Valle (Ryu) : 3-0                                                                                   | Vainqueur vs Alex Valle (Ryu) : 3-0                                                                                   | [ 199 ]           |
| 2010 | Season's Beatings V Redemption                                                                                    | Super Street Fighter IV                                                                                           | Ryu | 25e | Marn (Dudley) : 1-2                                                                                                   | ,                 |
| 2010 | Season's Beatings V Redemption                                                                                    | Super Street Fighter II Turbo                                                                                     | Ryu, Balrog, Bison                                                                                                | Vainqueur vs Roy Bissel (O.Sagat) : 5-1                                                                               | Vainqueur vs Roy Bissel (O.Sagat) : 5-1                                                                               | ,                 |
| 2010 | Nagoya Street Battle 17                                                                                           | Super Street Fighter IV (3-contre-3)                                                                              | Machi (Guile/Akuma), Momochi (Ken/Guile), Daigo (Ryu/Guile)                                                       | Vainqueur vs Uryo (Viper), Staygold (Ryu), Kuma (Bison) : 3-0                                                         | Vainqueur vs Uryo (Viper), Staygold (Ryu), Kuma (Bison) : 3-0                                                         | ,                 |
| 2010 | Super Battle Opera 2010                                                                                           | Street Fighter IV (3-contre-3)                                                                                    | Daigo (Ryu), TKD (El Fuerte), Bonchan (Sagat)                                                                     | 2e | Kindevu (Rufus), Momochi (Akuma), RF (Sagat)                                                                          | [ 204 ]           |
| 2010 | Super VS Battle 20-X                                                                                              | Super Street Fighter IV                                                                                           | Ryu, Cammy | 3e | Ryan Hart (Ryu) : 0-2                                                                                                 | ,                 |
| 2010 | Evo 2010 | Super Street Fighter IV                                                                                           | Ryu | Vainqueur vs Ricki Ortiz (Rufus) : 3-1                                                                                | Vainqueur vs Ricki Ortiz (Rufus) : 3-1                                                                                | ,                 |
| 2010 | Evo 2010 | Super Street Fighter II Turbo HD Remix                                                                            | Ryu, Balrog | 3e | Snake Eyez (Zangief) : 1-2                                                                                            | ,                 |
| 2010 | Nagoya Street Battle 15                                                                                           | Super Street Fighter IV (3-contre-3)                                                                              | Tokido (Akuma), Mago (Fei Long), Daigo (Ryu)                                                                      | 2e | Jojo (Bison), Eita (Akuma), Y24 (Chun-Li) : 2-3                                                                       | [ 209 ]           |
| 2010 | Evo Asia-Pacific 2010 (APAC)                                                                                      | Super Street Fighter IV                                                                                           | Ryu | Vainqueur vs Humanbomb (Chun-Li, Ryu) : 2-0                                                                           | Vainqueur vs Humanbomb (Chun-Li, Ryu) : 2-0                                                                           | ,                 |
| 2010 | World Game Cup 2010                                                                                               | Street Fighter IV                                                                                                 | Ryu | 2e | Fuudo (Akuma) : 2-3                                                                                                   | [ 212 ]           |
| 2010 | World Game Cup 2010                                                                                               | Street Fighter IV (2-contre-2)                                                                                    | Daigo (Ryu) Eita (Akuma)                                                                                          | Vainqueur vs Yamazaki93 (Ryu) LordDVD (Honda)                                                                         | Vainqueur vs Yamazaki93 (Ryu) LordDVD (Honda)                                                                         | [ 212 ]           |
| 2009 | Season's Beatings IV                                                                                              | Street Fighter IV                                                                                                 | Ryu | Vainqueur vs Justin Wong (Fei Long) : 4-1                                                                             | Vainqueur vs Justin Wong (Fei Long) : 4-1                                                                             | [ 213 ]           |
| 2009 | Season's Beatings IV                                                                                              | Street Fighter IV (3-contre-3)                                                                                    | Daigo (Ryu), Larry (Zangief), Moses (Rufus)                                                                       | 3e | Santhrax (Cammy), fLoE (Sagat), Vegita-X (Zangief)                                                                    | [ 213 ]           |
| 2009 | Season's Beatings IV                                                                                              | Street Fighter III: 3rd Strike                                                                                    | Ken | 4e | | [ 213 ]           |
| 2009 | Season's Beatings IV                                                                                              | Super Street Fighter II Turbo HD Remix                                                                            | Ryu | Vainqueur vs DGV (Ryu)                                                                                                | Vainqueur vs DGV (Ryu)                                                                                                | [ 213 ]           |
| 2009 | GodsGarden #1 | Street Fighter IV                                                                                                 | Ryu | 3e | Mago (Sagat) : 0-2 | [ 214 ]           |
| 2009 | Evo 2009 | Street Fighter IV                                                                                                 | Ryu | Vainqueur vs Justin Wong (Balrog) : 3-2                                                                               | Vainqueur vs Justin Wong (Balrog) : 3-2                                                                               | ,                 |
| 2007 | 2nd Darkstalker Combination Cup                                                                                   | Vampire Hunter | | Vainqueur | Vainqueur |                   |
| 2007 | X-Mania 7 | Super Street Fighter II Turbo (3-contre-3)                                                                        | Daigo (Ryu), Yaya, Aniken                                                                                         | 2e | |                   |
| 2006 | Evo 2006 (en) | Street Fighter III: 3rd Strike                                                                                    | Ken | <7e | Alex Valle (Ken) : 1-2                                                                                                | ,                 |
| 2006 | Evo 2006 (en) | Hyper Street Fighter II                                                                                           | ST-Ryu | 5e | Alex Valle (CE-Sagat) : 0-2                                                                                           | ,                 |
| 2006 | Evo 2006 (en) | Capcom vs. SNK 2                                                                                                  | A-Blanka/Vega/Bison                                                                                               | 5e | | ,                 |
| 2006 | Evo 2006 (en) | Guilty Gear XX Slash (3-contre-3)                                                                                 | Daigo (Sol Badguy), RF (Faust), Kindevu (Eddie)                                                                   | 2e | Ruu (Bridget), Mint (Testament), BAS (Eddie)                                                                          | ,                 |
| 2005 | Super Battle Opera 2005                                                                                           | Street Fighter III: 3rd Strike (2-contre-2)                                                                       | Daigo (Ken), Nuki (Chun-Li)                                                                                       | Vainqueur vs KO (Yun), Kokujin (Dudley)                                                                               | Vainqueur vs KO (Yun), Kokujin (Dudley)                                                                               | [ 219 ]           |
| 2005 | Super Battle Opera 2005                                                                                           | Capcom Fighting Jam (2-contre-2)                                                                                  | Urien/Guile | 2e | |                   |
| 2005 | 4th Cooperation Cup                                                                                               | Street Fighter III: 3rd Strike (5-contre-5)                                                                       | Deshi KFG (Ken), Hayao (Hugo), Boss (Yang), Raoh (Chun-Li), Daigo (Ken)                                           | Vainqueur vs Hitotsume (Ken), AFM (Chun-Li), Erotic Teacher (Dudley), Onanizumu (Urien), Spell Master J (Ken)         | Vainqueur vs Hitotsume (Ken), AFM (Chun-Li), Erotic Teacher (Dudley), Onanizumu (Urien), Spell Master J (Ken)         | ,                 |
| 2004 | Absolution 2004                                                                                                   | Street Fighter III: 3rd Strike                                                                                    | Ken | Vainqueur vs Izu (Makoto)                                                                                             | Vainqueur vs Izu (Makoto)                                                                                             | ,                 |
| 2004 | Absolution 2004                                                                                                   | Super Street Fighter II Turbo                                                                                     | Ryu, Balrog, O.Sagat, Zangief                                                                                     | Vainqueur vs Zazza (O.Sagat)                                                                                          | Vainqueur vs Zazza (O.Sagat)                                                                                          | ,                 |
| 2004 | Absolution 2004                                                                                                   | Street Fighter Alpha 3                                                                                            | X/A/V-Ryu | 3e | Kiyo (A-Guy) : 1-2 | ,                 |
| 2004 | Absolution 2004                                                                                                   | Capcom vs. SNK 2                                                                                                  | C-Ken/Sagat/Guile                                                                                                 | 5e | | [ 230 ]           |
| 2004 | Absolution 2004                                                                                                   | Guilty Gear XX #Reload                                                                                            | Sol Badguy | Vainqueur vs RF (Faust)                                                                                               | Vainqueur vs RF (Faust)                                                                                               | [ 222 ]           |
| 2004 | Evo 2004 | Street Fighter III: 3rd Strike                                                                                    | Ken | 2e | vs KO (Yun) : 2-3 | ,                 |
| 2004 | Evo 2004 | Super Street Fighter II Turbo                                                                                     | O. Sagat, Ryu, Balrog                                                                                             | Vainqueur vs John Choi (O.Sagat, Guile)                                                                               | Vainqueur vs John Choi (O.Sagat, Guile)                                                                               | ,                 |
| 2004 | Evo 2004 | Guilty Gear XX | Sol Badguy | Vainqueur vs Kindevu (Eddie)                                                                                          | Vainqueur vs Kindevu (Eddie)                                                                                          | ,                 |
| 2004 | Kakutou Ishin | Street Fighter III: 3rd Strike                                                                                    | | 2e | |                   |
| 2004 | Kakutou Ishin | Street Fighter Alpha 3                                                                                            | | 2e | |                   |
| 2003 | Evo 2003 | Street Fighter III: 3rd Strike                                                                                    | Ken | 2e | KO (Yun) | [réf. nécessaire] |
| 2003 | Evo 2003 | Super Street Fighter II Turbo                                                                                     | Ryu | Vainqueur vs Nuki (Chun-Li)                                                                                           | Vainqueur vs Nuki (Chun-Li)                                                                                           | [réf. nécessaire] |
| 2003 | Evo 2003 | Capcom vs. SNK 2                                                                                                  | C-Guile/Cammy/Sagat                                                                                               | 2e | Ino (K-Blanka/Cammy/Sagat)                                                                                            | [réf. nécessaire] |
| 2003 | Evo 2003 | Guilty Gear XX | Sol Badguy | Vainqueur vs Miu (Sol Badguy)                                                                                         | Vainqueur vs Miu (Sol Badguy)                                                                                         | [réf. nécessaire] |
| 2003 | Super Battle Opera 2003                                                                                           | Super Street Fighter II Turbo (3-contre-3)                                                                        | Daigo (Ryu), Kurahashi (Guile), Otochun (Chun-Li)                                                                 | Vainqueur vs KKY (Dhalsim), Akishima (Chun-Li), Yoshimi (Ken)                                                         | Vainqueur vs KKY (Dhalsim), Akishima (Chun-Li), Yoshimi (Ken)                                                         | [ 232 ]           |
| 2003 | Super Battle Opera 2003                                                                                           | Guilty Gear XX (3-contre-3)                                                                                       | Daigo (Sol Badguy), Arisaka, Pachi                                                                                | 3e | |                   |
| 2003 | Super Battle Opera 2003                                                                                           | Capcom vs. SNK 2                                                                                                  | C-Guile/Chun-Li/Sagat                                                                                             | 2e | Tokido (A-Sakura/Bison/Blanka)                                                                                        | [ 232 ]           |
| 2000 | 3rd Official National Tournament                                                                                  | Street Fighter Alpha 3                                                                                            | | Vainqueur | Vainqueur |                   |
| 2000 | 3rd Official National Tournament                                                                                  | Capcom vs. SNK | | Vainqueur | Vainqueur |                   |
| 2000 | X-Mania 2000 | Super Street Fighter II Turbo (3-contre-3)                                                                        | Daigo, Kurahashi, Tamashima                                                                                       | 3e | |                   |
| 1999 | 2nd Official National Tournament                                                                                  | Street Fighter Alpha 3 (3-contre-3)                                                                               | Daigo (V-Ryu), Naori, Imai                                                                                        | 2e | |                   |
| 1998 | 1st Official National Tournament                                                                                  | Street Fighter Alpha 3                                                                                            | V-Akuma | Vainqueur Champion International                                                                                      | Vainqueur Champion International                                                                                      |                   |
| 1997 | GAMEST Cup 1997                                                                                                   | Vampire Savior | Bishamon | Vainqueur | Vainqueur |                   |
| 1995 | GAMEST Cup 1995                                                                                                   | Vampire Hunter | Pyron | 9e | |                   |